# Pexopsis rasa
Pexopsis rasa är en tvåvingeart som beskrevs av Louis-Paul Mesnil 1970. Pexopsis rasa ingår i släktet Pexopsis och familjen parasitflugor. Inga underarter finns listade i Catalogue of Life.